# (12283) 1991 EC
1991 إي سي (ويعرف أيضًا باسم (12283) 1991 إي سي وفق تسمية الكوكب الصغير) (بالإنجليزية: 1991 EC)‏ هو كويكب ضمن حزام الكويكبات؛ وترتيبه 12283 من حيث الاكتشاف.
اكتُشف هذا الجُرم الفلكي بواسطة Atsushi Sugie ‏ في 9 مارس 1991.

## وصلات خارجية
- (12283) 1991 EC في قاعدة بيانات مختبر الدفع النفاث لأجرام النظام الشمسي الصغيرة

- الاكتشاف · مخطط المدار ·  العناصر المدارية · المعلمات المادية

- (12283) 1991 EC على موقع ويكي سكاي: DSS2, SDSS, GALEX, IRAS, Hydrogen α, X-Ray, Astrophoto, Sky Map, Articles and images